# Karl von Blaas
Karl von Blaas (1815-1894) fue el más anciano representante de una familia de distinguidos pintores austriacos. 

## Biografía
Nació en Nauders, Tirol, y estudió en la Academia de Bellas Artes de Venecia. En 1837 recibió el premio romano de la Academia veneciana. En Roma  vivió bajo la influencia de los Nazarenos y se dedicó a temas religiosos.
Fue nombrado profesor de la Academia de Viena en 1850. En 1855 recibió un premio en la Exposición de París por su pintura "Carlomagno visita unos chicos de escuela", y aceptó un puesto de profesor en la Academia de Venecia en el mismo año. Regresó a Viena en 1866, donde escribió Autobiographie, (Viena, 1876), que contiene información sobre sus hijos, Eugenio de Blaas y Julius von Blaas. Produjo muchos retratos, lienzos religiosos y frescos.
Está enterrado en el Cementerio Central de Viena (Grupo 14 A, Nr. 53).

## Pinturas
- "El viaje de Jacob a través del desierto"  (Museo de Venecia)
- "Visitation" (Innsbruck)
- "Carlomagno visita unos chicos de escuela" (Museo de Venecia)
- "Tullia conduciendo sobre el cuerpo de su padre" (1832)
- "Violación de novias venecianas en Sexto Siglo" (1858); Innsbruck)
- "Ekkehard llevando el Duchess de Suabia a través del Umbral del Monasterio"
- "Milagrosa traducción de cuerpo de Santa Catalina de Alejandría"(Museo de Arte de Fogg, Massachusetts)

## Trabajos

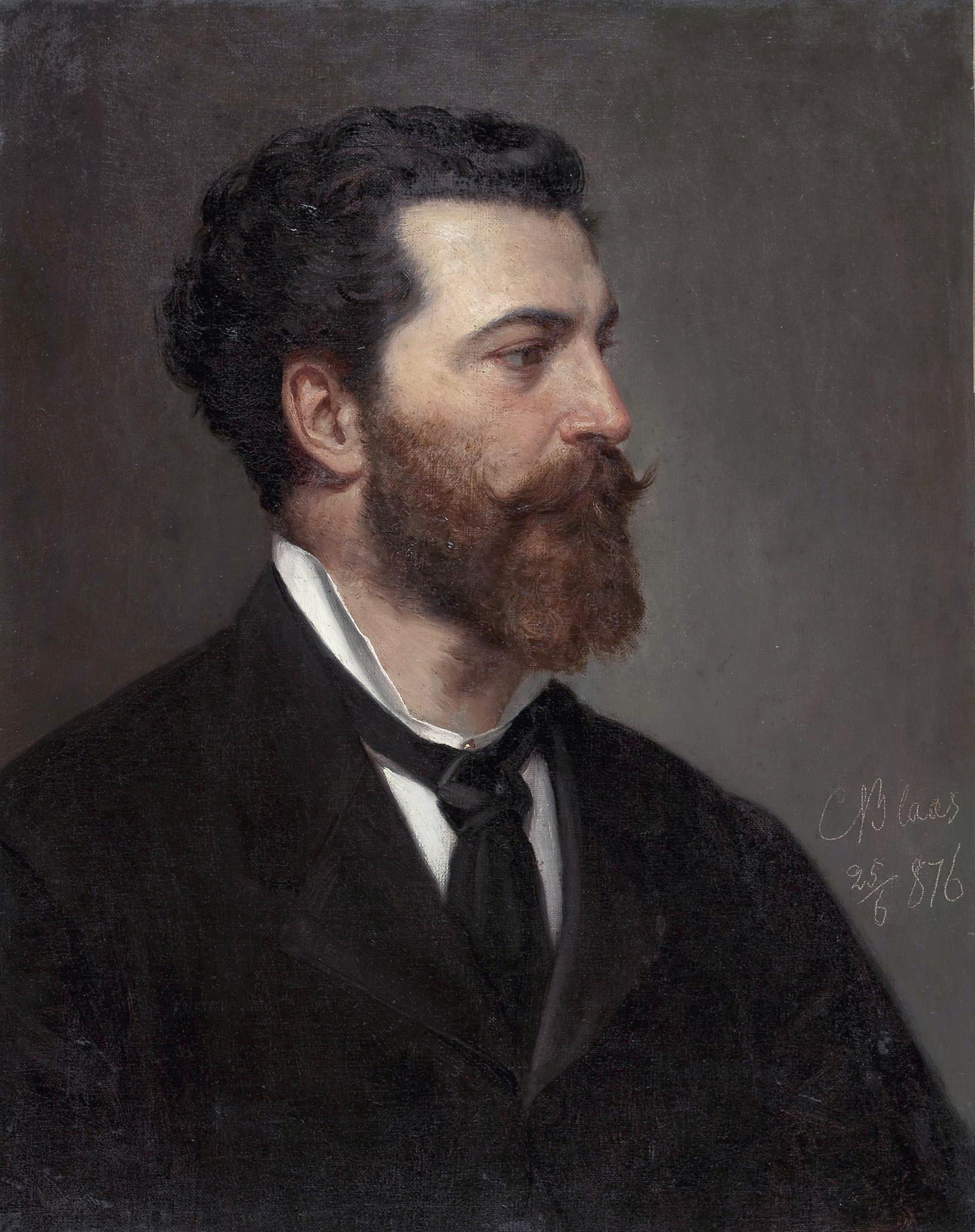
Julius von Blaas por Karl von Blaas
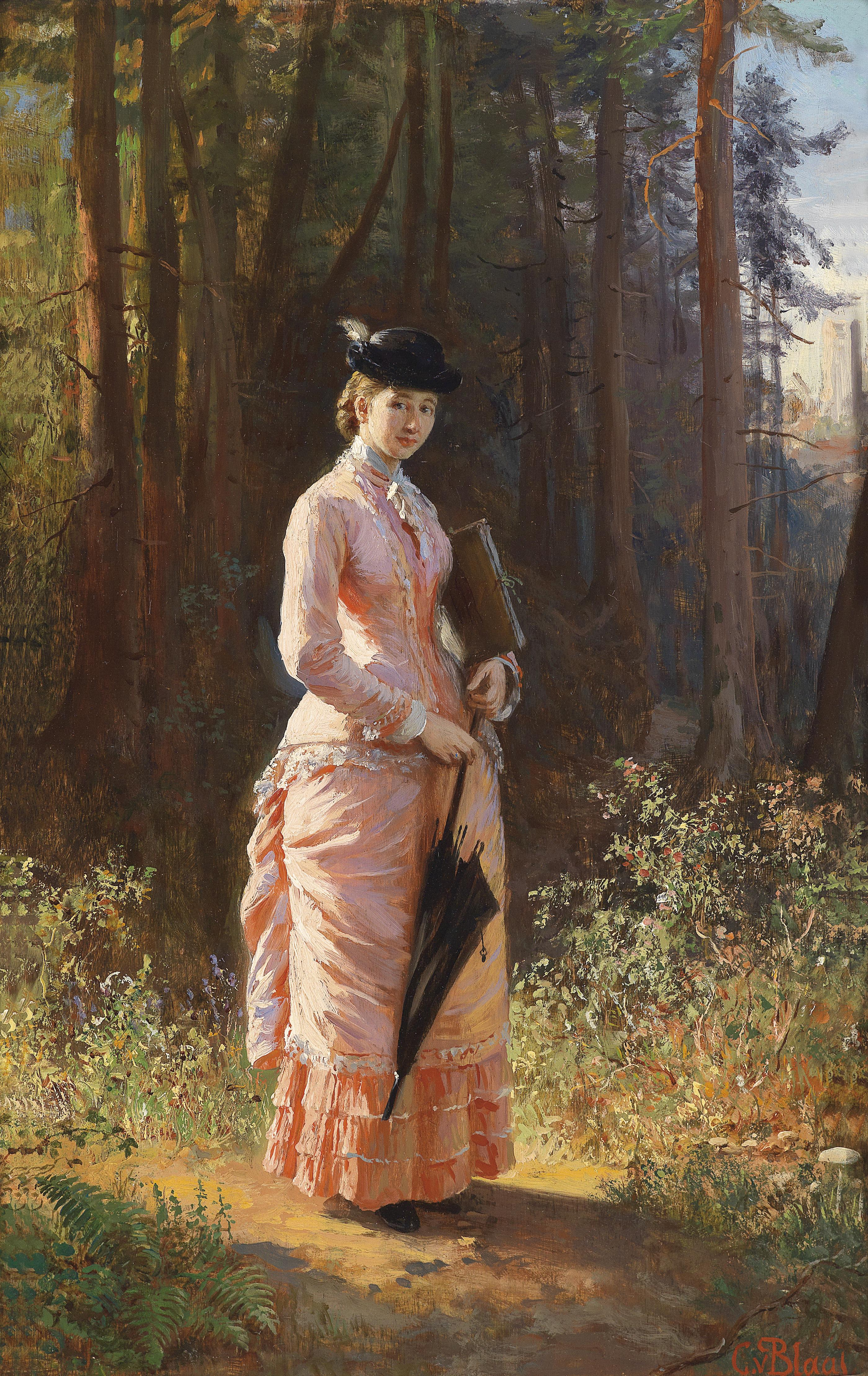
Señora paseando
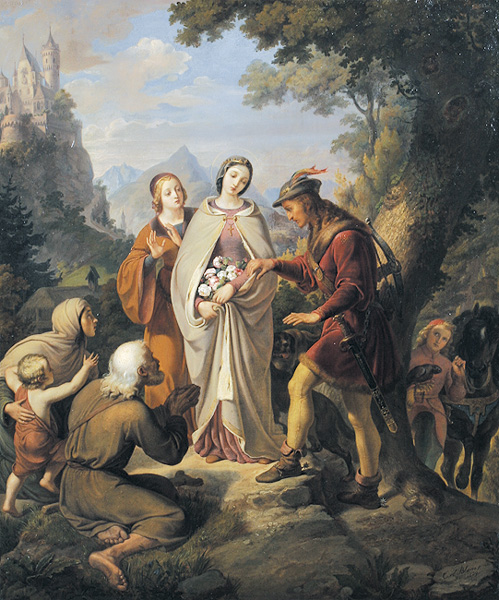
Milagro de las Rosas
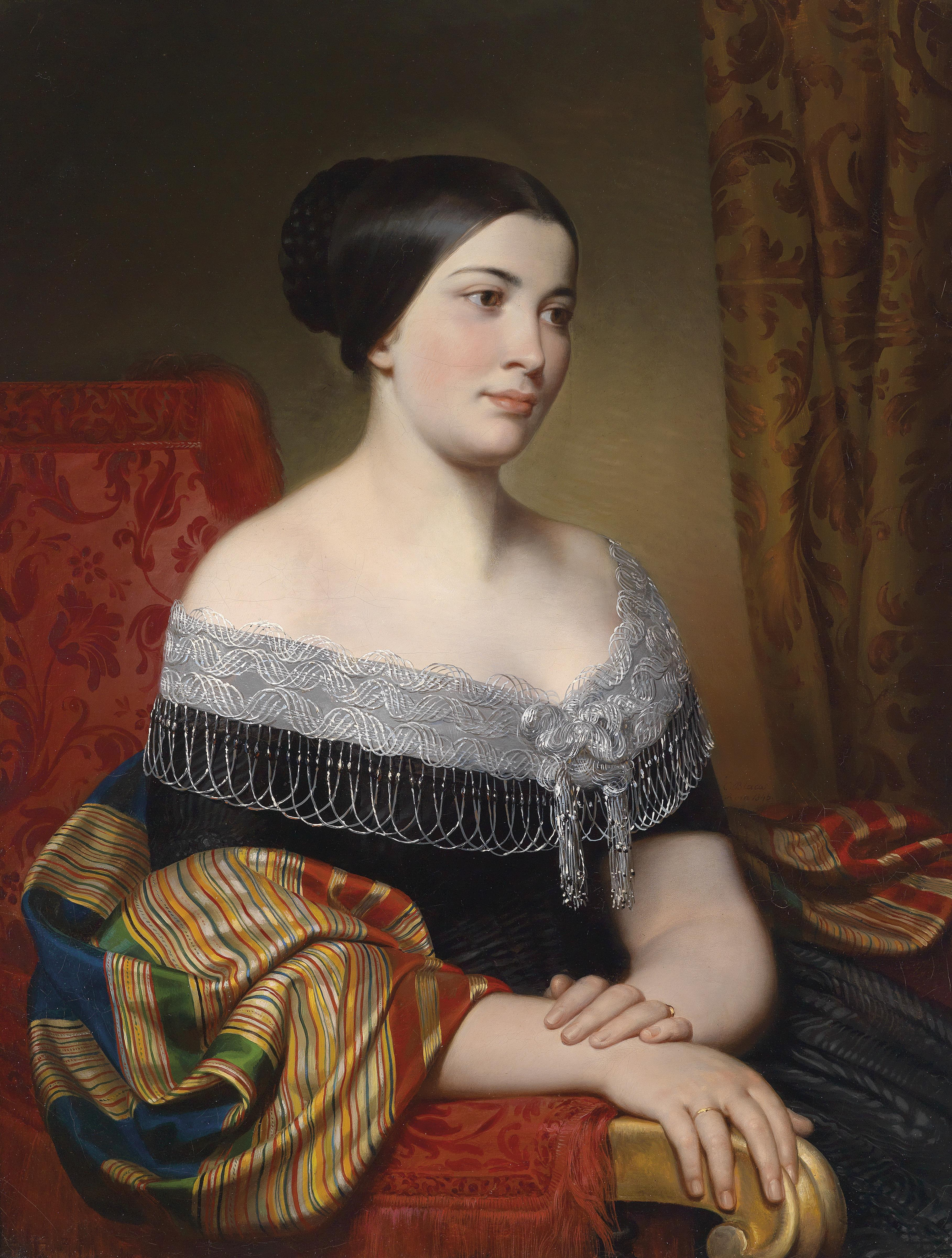
Retrato de una mujer
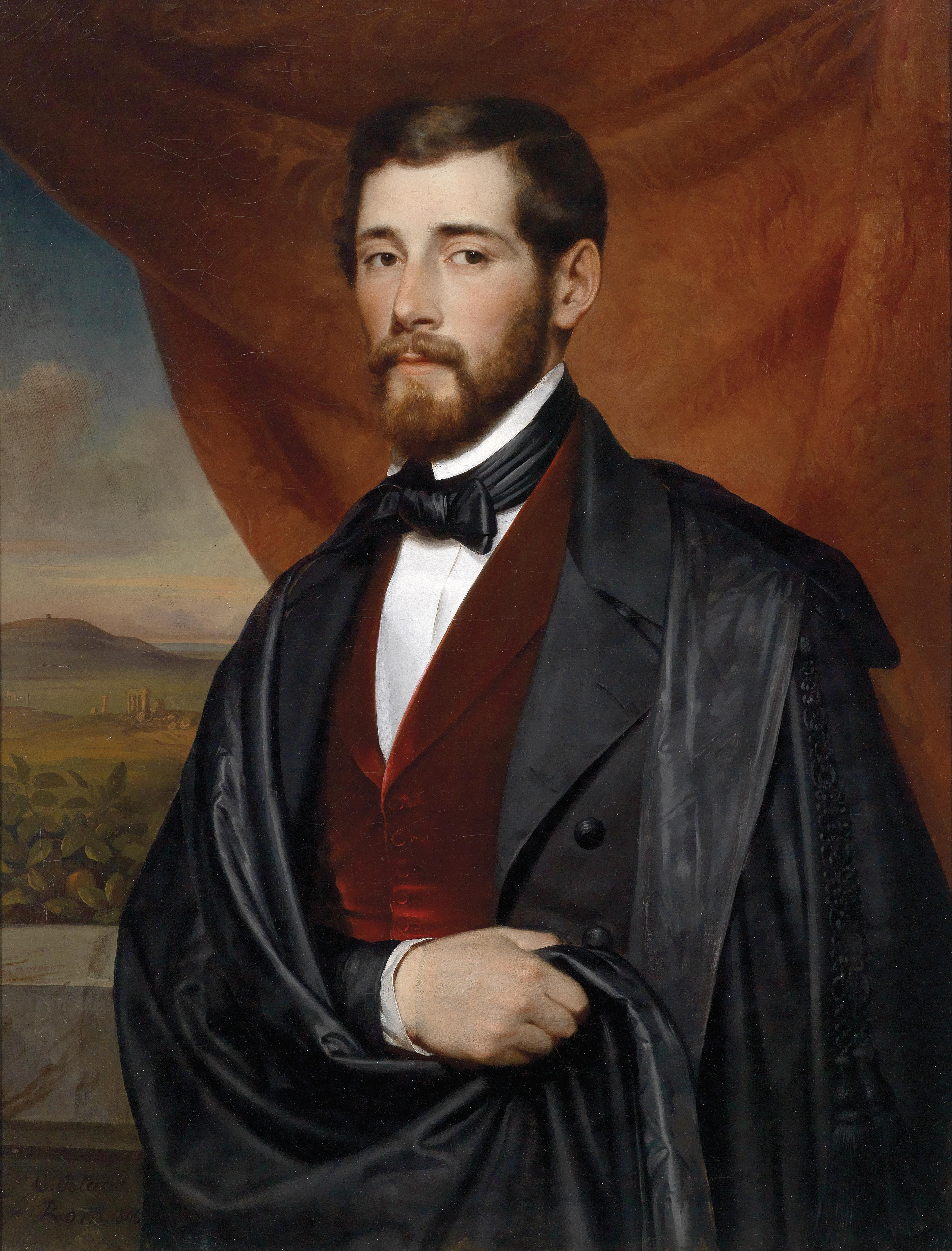
Retrato de un hombre